# Eumela darnioides
Eumela darnioides är en insektsart som beskrevs av Walker. Eumela darnioides ingår i släktet Eumela och familjen hornstritar. Inga underarter finns listade i Catalogue of Life.